# Polycyrtus martini
Polycyrtus martini là một loài tò vò trong họ Ichneumonidae.